# Stefano Bettella
Stefano Bettella (Cittadella, 8 luglio 1970) è un allenatore di calcio ed ex calciatore italiano, di ruolo difensore.

## Carriera

### Giocatore
Dopo aver militato in varie squadre professionistiche, è arrivato ai suoi livelli più alti giocando nell'Empoli nella serie A 1997-1998, in cui disputò 21 incontri segnando una rete (contro il Piacenza); ha giocato anche nella Fermana sia in Serie C2 (dal 1994/95 al 1995/96, tra l'altro mettendo a segno a Ferrara il 22 giugno 96 l'ultimo rigore con cui la Fermana batté il Livorno 4-2 nella finale play off, approdando in C1) che l'anno dopo in Serie C1 prima di andare all'Empoli, poi in Serie B nel Genoa.

### Allenatore
Dopo il ritiro ha avviato la carriera di tecnico nel settore giovanile del Genoa arrivando a guidare la formazione Primavera in qualità di allenatore in seconda. Nel gennaio 2022 diventa di Vice di Marco Alessandrini alla Pistoiese, in Serie C.